# مزیریتشکو (ناحیه ژدار ناد سازاوو)
مزیریتشکو (به چکی: Meziříčko) یک منطقهٔ مسکونی در جمهوری چک است که در ناحیه ژدار ناد سازاووو واقع شده‌است. مزیریتشکو ۸٫۸۴ کیلومتر مربع مساحت و ۱۸۶ نفر جمعیت دارد و ۵۰۶ متر بالاتر از سطح دریا واقع شده‌است.